# パザルジク・トロリーバス
パザルジク・トロリーバス（ブルガリア語: Тролейбуси в Пазарджик）は、ブルガリアの都市・パザルジク市内のトロリーバス。2025年現在はトロリーバス輸送・パザルジク株式会社（"Тролейбусен транспорт - Пазарджик"АД）による運営が行われている。

## 概要
1993年6月1日に開通したトロリーバス路線。当初は1系統（1E号線）のみであったが、1995年に大規模な拡張が行われ、市内東部を除いた各地を結ぶ路線網が築かれた。2025年現在は以下の6系統が運行している。
| 系統番号 | 経路                                                        | 備考 |
| -------- | ----------------------------------------------------------- | ---- |
| 1        | кв. "Устрем" - Промишлената зона - ЖП Гара                  |      |
| 1E       | кв. "Устрем" - Казармата - ЖП Гара                          |      |
| 2        | кв. "Устрем" - кв.”Запад” - Промишлената зона - ЖП Гара     |      |
| 2E       | кв. "Устрем" - кв.”Запад” - Казармата - ЖП Гара             |      |
| 4        | кв. "Устрем" - кв.”Запад” - Промишлената зона - ф. "Каучук" |      |
| 5        | кв. "Устрем" - Пощата - Промишлената зона - ф. "Каучук"     |      |

車両については、開通以降チェコやスイス、ブルガリアの他都市から譲渡された車両が用いられたが、2006年以降はロシアやウクライナの企業が生産した新造車両の導入が実施されている。

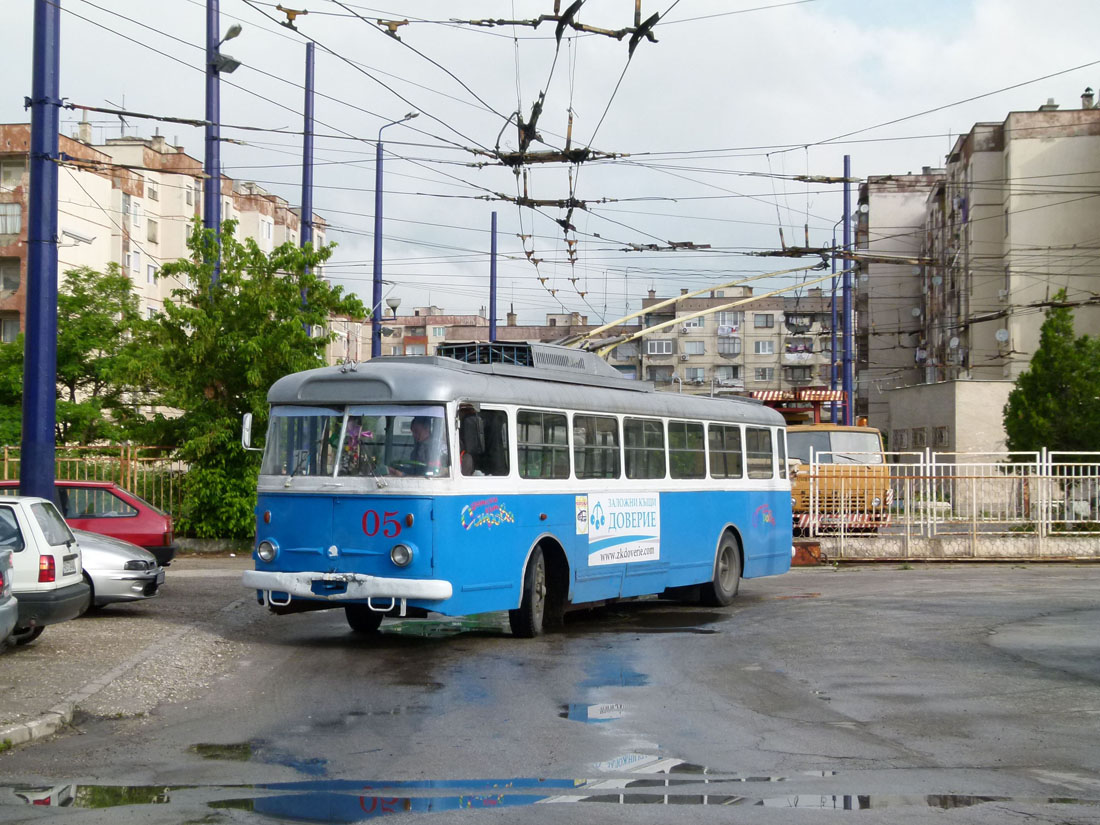
開通時に導入されたシュコダ9Tr（2012年撮影）
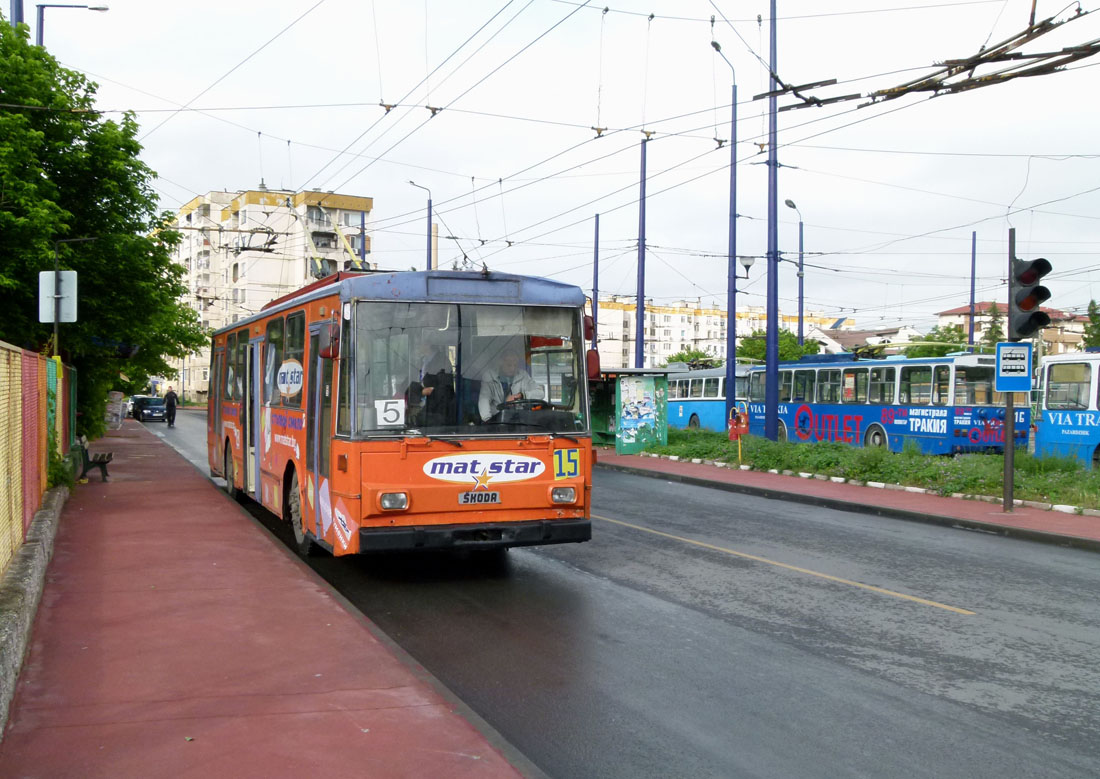
シュコダ14Trはチェコの都市からの譲渡車両である（2012年撮影）
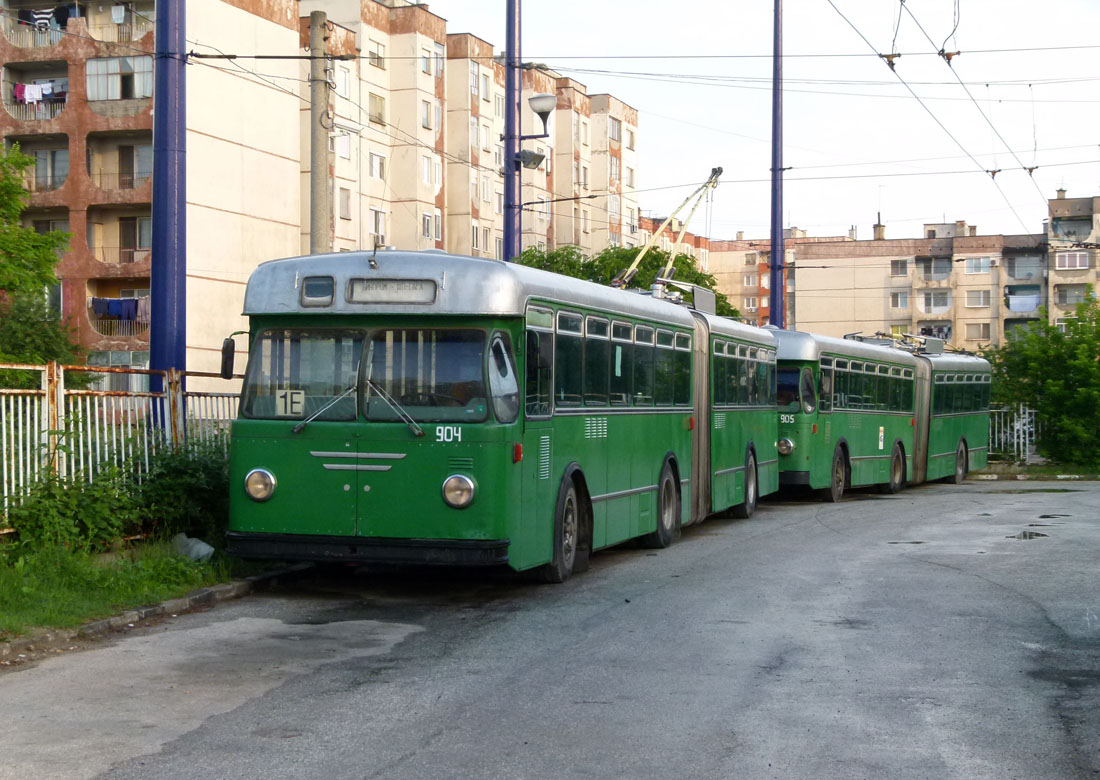
スイス・バーゼルから譲渡された連節式トロリーバス（2012年撮影）
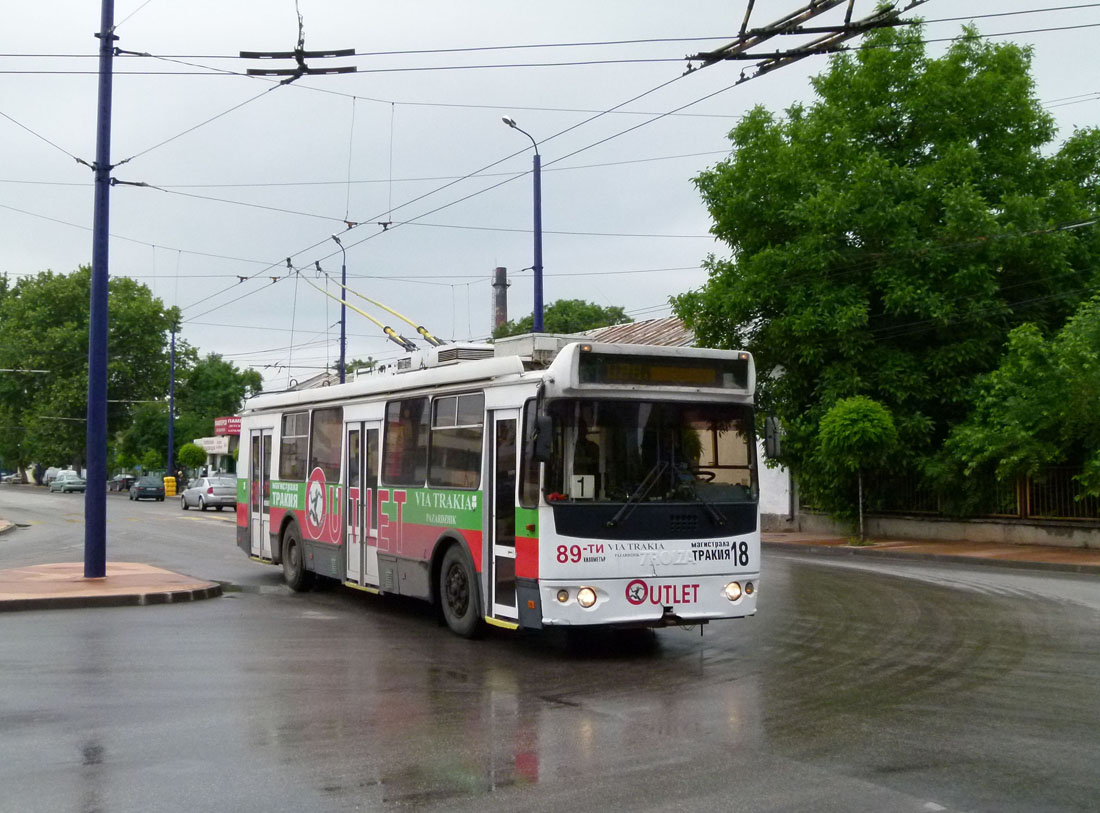
ロシア製の車両・ZiU-682G-016.02（ロシア語版）（2012年撮影）